# 岩田玲
岩田 玲（いわた りょう、1989年9月2日 - ）は、日本の俳優。
東京都出身。身長168cm。アミューズ→オレガ。劇団プレステージ劇団員。妻は大家志津香。

## 人物
- 趣味は読書とサッカー[1]。
- 特技はダンスとスポーツ全般[1]。
- 競馬が好き。
- 最初は「玲」と書いて「りょう」ではなく「れい」という名前になる予定だったが両親が女の子みたいだと虐められると思って「りょう」になった。
- ショートパンツが好き。
- 自分の家はきれいにしておきたい派。
- 「かっこいいかも」という理由で、趣味を「空を見ること」と公言していた時期がある[3]。
- 浅草木馬亭にて2020年1月22日～26日まで上演された「つか版『忠臣蔵』」では主演を務めた[4]。
- 2020年3月31日、契約満了に伴いアミューズを退所したが、劇団プレステージの劇団員としては継続して行くことを自身のTwitterアカウントにて発表[5]。
- 2020年5月12日、オレガへの所属を自身のTwitterアカウントにて発表。劇団プレステージでの活動も継続[6]。
- 「渋谷のラジオの惑星」木曜日パーソナリティ兼構成作家。
- 2024年4月19日、共通の知人を通して知り合った大家志津香との結婚を発表した[2][7][8]。

## 出演

### テレビドラマ
- ヤンキー君とメガネちゃん 第9話・第10話（2010年、TBSテレビ）
- 金曜プレステージ 警部補・佐々木丈太郎 第4作（2011年11月25日、フジテレビ） - 浜田亮介 役
- クロコーチ 第2話（2013年10月、TBSテレビ）
- 恋文日和（2014年、日本テレビ）
- 医師たちの恋愛事情（2015年、フジテレビ）
- 5→9〜私に恋したお坊さん〜（2015年、フジテレビ） - 成田凌 役
- 人形佐七捕物帳 第12夜（最終話）（2017年3月14日、BSジャパン） - 芳太郎 役[9]
- ドラマミステリーズ〜カリスマ書店員が選んだ珠玉の一冊〜「妻の女友達」（2017年、フジテレビ）
- ウチの夫は仕事ができない 第4話（2017年、日本テレビ）
- 1周回って知らない話（2017年、日本テレビ）
- ROAD TO EDEN 第4話（2018年、フジテレビ）
- 偽装不倫 第9話（2019年、日本テレビ）
- オトナの土ドラ 悪魔の弁護人・御子柴礼司 〜贖罪の奏鳴曲〜 第5話（2020年1月4日、東海テレビ・フジテレビ） - 石動武士 役[10]
- HOTEL -NEXT DOOR- 第4話（2022年10月1日、WOWOW） − 井上光信 役
- 監察医 朝顔 2025新春スペシャル（2025年1月3日、フジテレビ）
- 波うららかに、めおと日和（2025年4月24日、フジテレビ）
- Dr.アシュラ 第10話（2025年6月18日、フジテレビ）[11]

### テレビ バラエティ
- 絶対に笑ってはいけない熱血教師24時（2012年、日本テレビ）
- 幸せ追求バラエティ 金曜日の聞きたい女たち（2016年、フジテレビ）
- 痛快TV スカッとジャパン（2018年、フジテレビ）

### 映画
- ボクたちの交換日記（2013年）
- 吠えても届かない（2014年）
- 美しき誘惑　～現代の「画皮」～（2021年）監督：赤羽博
- 東京リベンジャーズ2 血のハロウィン編-運命-（2023年）

### 舞台

#### 劇団プレステージ
- 第1回公演「ペンシルビルWARS〜眠らぬ街のアツい日〜」（2010年）
- 第2回公演「サイキックフライト！〜頑張る7人のエスパーとあと2、3人〜」（2011年）
- 番外公演「サイキックフライト！〜頑張る7人のエスパーとあと2、3人〜（再演）」（2012年）
- 第4回公演「Have a good time?」（2012年）
- 第5回公演「ゴーストレイト」（2013年）
- PreFes. プレイボーイ of Prestage Project「トーキョー・タイム・パラドクス」（2013年）
- 第6回公演「アウタースペース109」（2013年）
- 第7回公演「ボーンヘッド・ボーンヘッダー」（2014年）
- 第8回公演「ブラックパールが世界を動かす（再演）」（2014年）
- 第9回公演「WORLD'S END の GIRLFRIEND」（2015年）
- 番外公演「チェリーの木の下で-DT-MAX15'-」（2015年）
- 第10回公演「Have a good time?（再演）」（2015年）
- 第11回公演「リサウンド〜響奏曲〜」（2016年）
- 第12回公演「URA! URA! Booost」（2017年）
- 第2回企画公演「僕を狂わす三億円」（2018年）- 安達 役
- 第13回公演「ディペンデントデイ〜7人の依存症〜」（2018年8月1日 - 12日、CBGKシブゲキ!!）- 飯田和臣 役
- 第14回公演「終わり to はじまり」（2018年12月12日 - 23日、CBGKシブゲキ!!）- 大山健司 役
- 第15回公演「大地からのレラ!」（2019年9月28日 - 10月6日、CBGKシブゲキ‼︎） - 小岩（弟） 役
- 第16回本公演「浅草チャンバラ・メリーゴーランド」（2020年11月6日 - 10日、浅草花劇場） - ケンボー 役
- 第17回本公演「Have a good time?（再々演）」（2022年3月2日 - 7日、シアター・アルファ東京） - シュウ 役、演出助手
- 第18回本公演「シナリオに映る半月」（2023年2月22日 - 26日、劇場MOMO） - 主演・鹿嶋清 役[12]
- 第19回本公演「チェリーの木の下で-DT-MAX-」（2023年10月19日 - 22日、コフレリオ新宿シアター）- 江口 役
- 第20回本公演「お気に召すかな？」（2024年8月22日 - 25日、駅前劇場） - 主演・木本 役
- 第21回本公演「ノロとゴン」（2025年4月24日 - 29日、シアター711） -主演・ ノロ 役
- 第22回本公演「シニタイ ウィズ ヴァンパイア」（2025年8月13日 - 17日〈予定〉、浅草九劇）[13]

#### 劇団プレステージ以外
- オレたちの高校白書-偏差値27からの完全犯罪-（2009年）
- ORANGE（2011年）
- STRAYDOG seedling公演「けんじ君の息子」（2012年）
- こちらスーパーうさぎ帝国第16回公演「ミニチュア！」（2013年）
- こちらスーパーうさぎ帝国 第24回公演「僕はこたつで丸くなる。」（2018年）- 主演・晋 役
- ことのはBOX「見よ、飛行機の高く飛べるを」 （2018年9月5日-8日、中目黒キンケロシアター）- 板谷順吉 役
- パフォーマンスユニットTWT 第7回公演 つか版「忠臣蔵」 (2020年1月22日-26日、浅草木馬亭) - 主演・宝井其角 役[14]
- こちらスーパーうさぎ帝国 第28回公演「アイネ・クライネ・ノスタルジック」（2021年1月6日 -10日、下北沢駅前劇場）- 主演・アベル 役
- LOGOTyPEプロデュース ミュージカル「クロスフレンズ」（2021年5月27日 - 30日、六行会ホール）
- 「宿り木」プロデュース公演Vol.1「あi」（2022年10月18日 - 23日、新宿シアターブラッツ） - 市川 役 他
- RISU PRODUCE vol.27「僕らが見た東京の空は」（2023年4月19日 - 23日、赤坂RED/THEATER） - 中武哲也 役[15]
- 富良野GROUP公演 悲別.KANASHIBETSU2023（2023年12月8日 - 17日、富良野演劇工場）- 主演・ジン 役
- キドキカク「あちこち痛いんだよ」（2024年10月17日 - 20日、OFF・OFFシアター）[16] ‐ 主演・清順 役

### CM
- ゆうちょ銀行（2011年）
- ヤクルト「ヤクルトレディ」（2014年）
- GlicoアイクレオWEBムービー『まっすぐなまなざし』篇（2024年）

### ミュージックビデオ
- ひいらぎ「かけら」（2009年）
- GReeeeN「花唄」（2011年）
- WEAVER「Shine」（2011年）

### イベント
- 劇的に!マザー牧場で動物と劇プレに触れ合おうツアー（2012年10月6日）
- 劇・プレ博2013〜初春の広報戦略〜（2013年3月20日、新宿ロフトプラスワン）
- Prestage Party in PONGI（2014年2月16日、アミューズミュージカルシアター）
- 夏だ!千本だ!劇プレだ!ファミマー大感謝祭!!〜卒業式と始業式〜（2022年8月27日、千本桜ホール）

### ラジオ
- 渋谷のラジオ「渋谷のラジオの学校」毎週月曜日22時メインパーソナリティ（2019年6月3日～2020年1月6日）
- 渋谷のラジオ「渋谷のラジオの学校」毎週木曜日23時メインパーソナリティ（2020年1月9日～2020年9月24日）
- 渋谷のラジオ「渋谷のラジオの惑星」毎週木曜日21時メインパーソナリティ兼構成作家

### その他
- Ameba FRESH ! 「時限ドラマバラエティ ACTORS FRESH ! 」
- 「ふたり墓っ地」（2018年）監督・脚本 - たかせしゅうほう
- 「喫茶プレリュード」第4話（2019年10月13日、YouTube）− 実 役[17]